# Cattedrale di Saint-Dié
La cattedrale di San Deodato (in francese Cathédrale Saint-Dié de Saint-Dié-des-Vosges) è il principale luogo di culto cattolico di Saint-Dié-des-Vosges, nel dipartimento dei Vosgi. La chiesa, sede del vescovo di Saint-Dié, è monumento storico di Francia dal 1886.
La cattedrale è dedicata a san Deodato, presunto fondatore della città.

## Storia
L'origine della chiesa di Saint-Dié risale a Deodato, monaco irlandese che fondò nel VII secolo la città che porta ancora il suo nome. Da subito chiesa abbaziale, essa divenne la collegiata di un capitolo di canonici secolari.
Renato II la considerava come la quarta «cattedrale» del suo ducato, dopo quelle dei tre vescovadi lorenesi: Metz, Toul e Verdun.
Nel 1777 la chiesa fu elevata al rango di cattedrale quando papa Pio VI concesse la bolla di erezione del vescovado di Saint-Dié.
Essa è oggetto di una protezione a titolo di monumento storico dopo la sua classificazione col decreto del 12 luglio 1886.
Già più volte incendiata nel corso della sua storia, fu fatta esplodere con la dinamite dai Tedeschi (nonostante gli impegni presi inizialmente dai medesimi) nel 1944 e perse l'insieme della sua volta. Ricostruita identica all'originale, essa ricevette un nuovo arredamento e fu nuovamente consacrata nel 1974 (28-29 settembre). A metà degli anni 1980, furono realizzate vetrate moderne non figurative su disegni di artisti contemporanei famosi.

## Galleria d'immagini

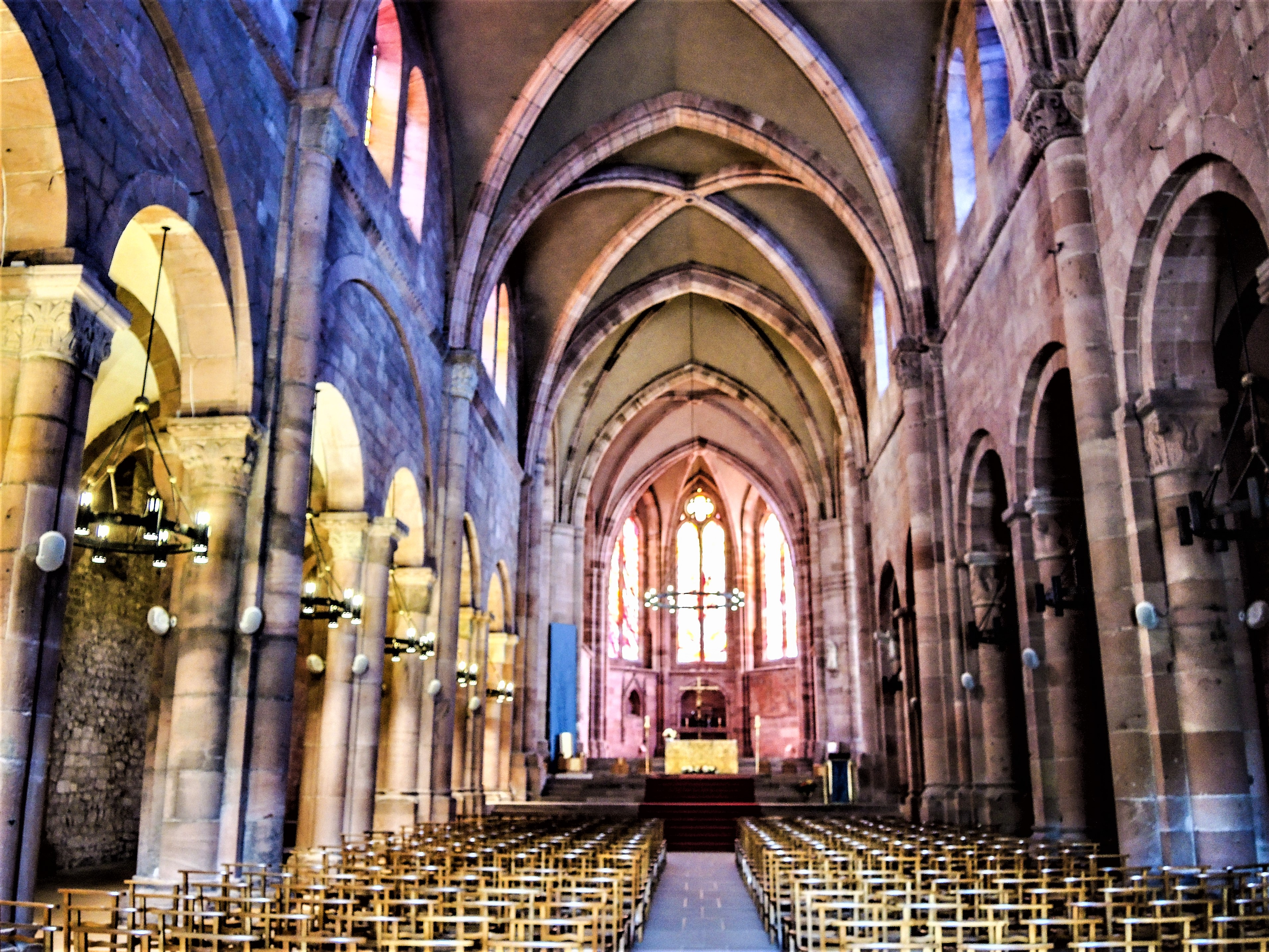
La navata centrale
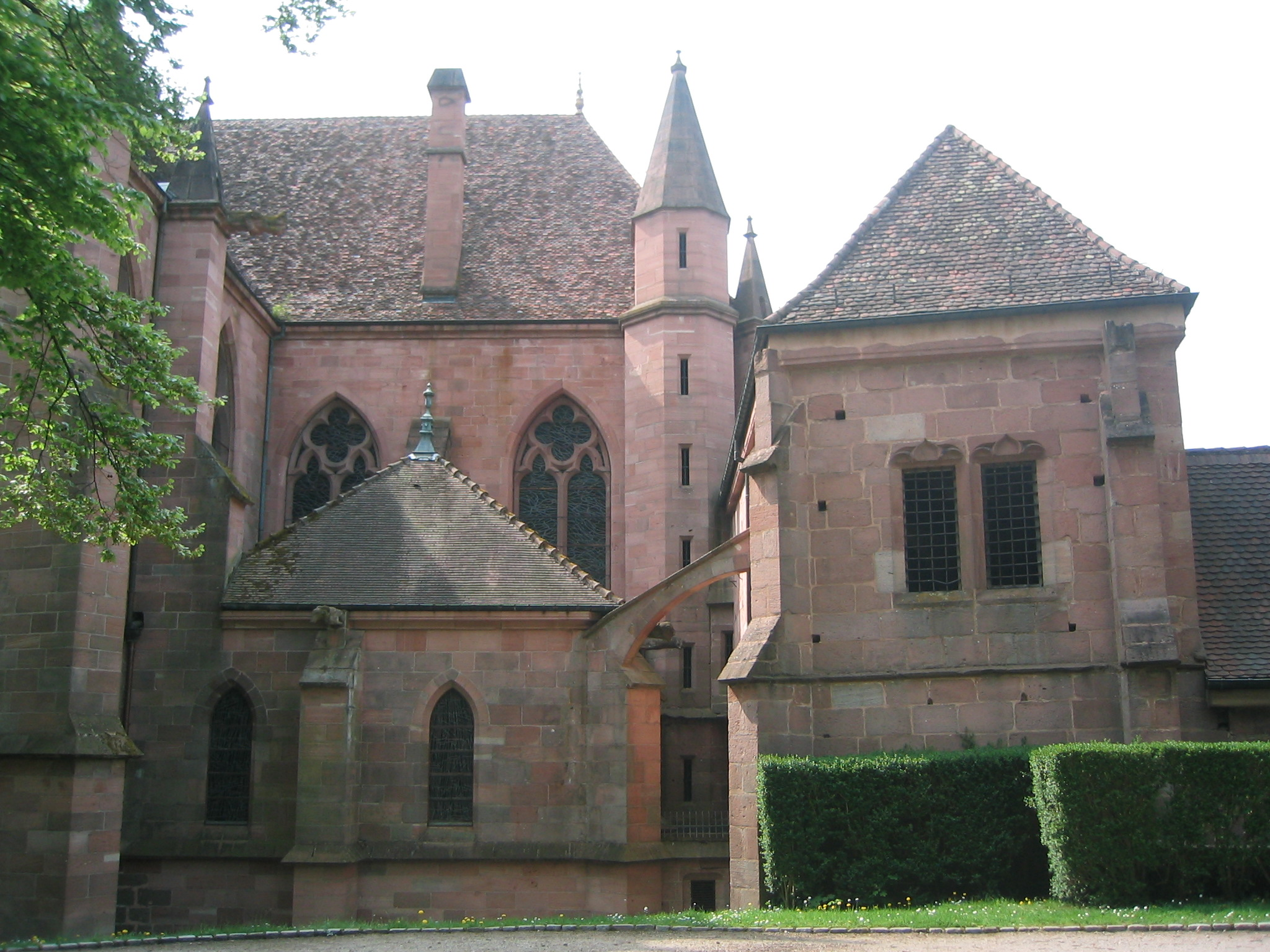
L'abside
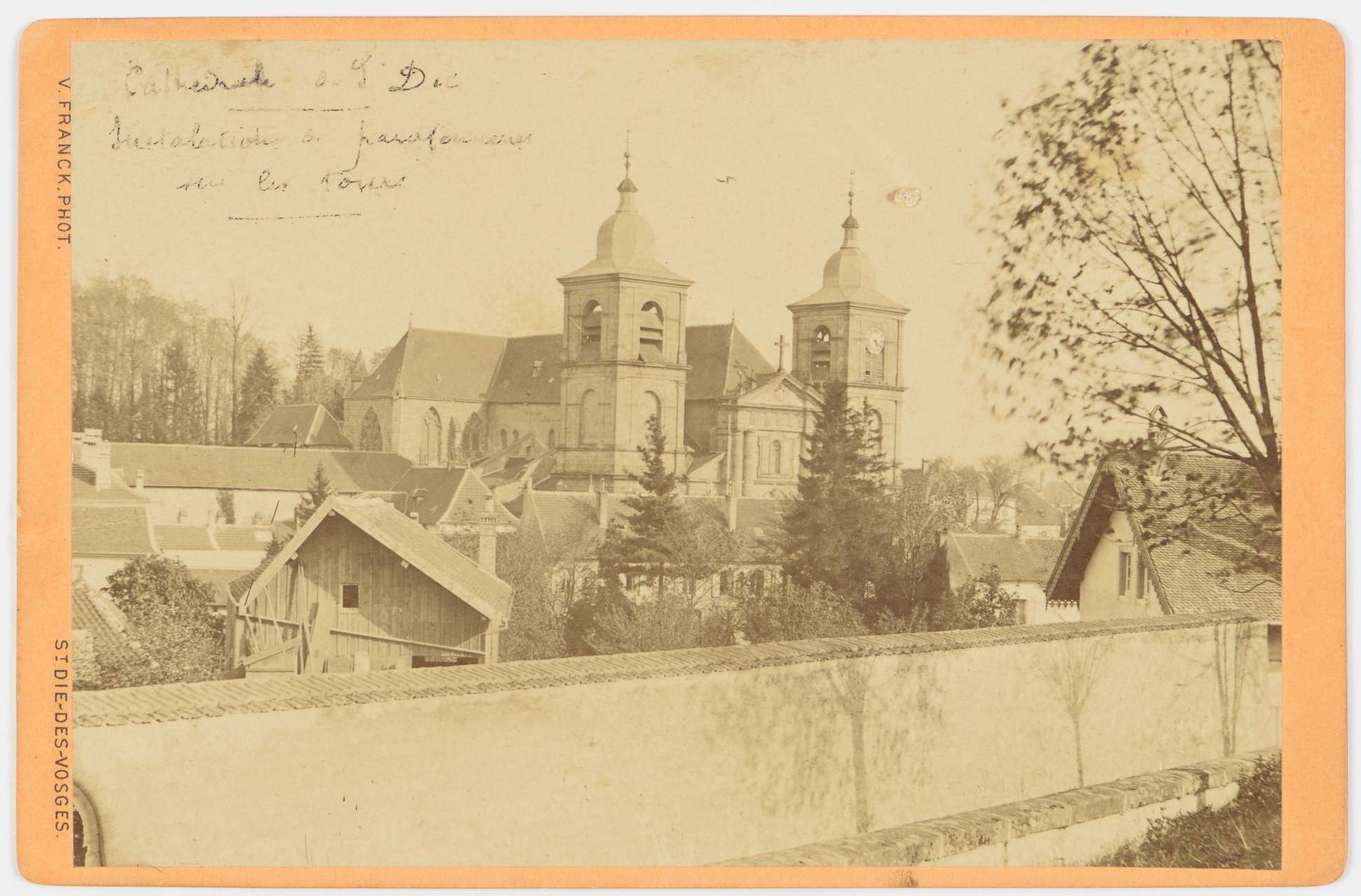
La cattedrale nel 1889